# Paulino Alén
Paulino Alén Benítez (Luque, 22 de junio de 1833-Potrero Mármol, Villeta; 21 de diciembre de 1868) fue un militar paraguayo héroe de la guerra de la Triple Alianza.

## Biografía
Nació en Isla Valle, poblado que entonces pertenecía al municipio de Luque. Fueron sus padres don Tomás Alén y doña Rosalía Benítez. Se incorporó a filas del Ejército en 1845 cuando sólo contaba con 12 años.
Hizo sus primeros servicios en el 6.º Batallón de Infantería que junto al 7.º Batallón, trabajó en el Ferrocarril de Asunción a Luque llegando a ser ayudante técnico del ingeniero John Withehead, constructor de la vía férrea en el año 1864
El 25 de mayo de 1852 asciende a Subteniente, y al año siguiente, ya convertido en el escribiente favorito de Francisco Solano López lo acompaña en su viaje a Europa. Alén era considerado el oficial más ilustrado del ejército paraguayo. Hablaba y escribía correctamente el francés y el inglés. 
El 8 de febrero de 1855 alcanza el grado de Teniente. En 1859 también acompañó a López como parte de la representación nacional cuyas gestiones para la unificación argentina culminarían en el pacto de San José de Flores.
Promovido a Capitán en 1862, y de acuerdo a las Memorias del coronel Juan Crisóstomo Centurión, en el año 1863 el entonces capitán Alén era el jefe del gabinete privado de López y asciende a Mayor el 9 de enero de 1864. 
Condiciones intelectuales, alta talla y relevante apostura física eran condiciones, mínimas e indispensables, requeridas por el General López para los que pretendiesen permanecer en su séquito o en la marina. El ahora evocado cumplía ampliamente con estos requisitos. 
Según Telmo López (militar argentino, que se unió al ejército paraguayo): "Alén es un joven simpático, entrador, delgado y alto y de buen perfil. Las mujeres pueden encontrarlo buen mozo y a los hombres puede llamarnos la atención la mirada huidiza y una expresión permanente de inseguridad".

## Guerra de la Triple Alianza
Iniciada la guerra, integrando la plana mayor del Jefe de Estado viaja al frente sur. Cuando el ejército paraguayo ocupó parte de la Provincia de Corrientes en abril de 1865, fue escogido como secretario del ministro José Bergés.
Asciende a Teniente Coronel el 22 de junio de 1865 y en 1866, el Mariscal López le entrega la Secretaría General del Comando en Jefe, instalado entonces en Paso Pucú, actuando en todas las grandes batallas de ese año terrible. Por su connotada actuación en el combate del 24 de mayo, el 25 del mismo asciende a Coronel y se le otorga la Orden Nacional del Mérito en la categoría de Caballero.
A la muerte del General José Eduvigis Díaz el Coronel Alén es designado como su sucesor como comandante de la guarnición de Curupayty, en cuyo ejercicio, el 24 de julio de 1867 es promovido a Oficial de la distinción militar arriba mencionada.
Por su brillante actuación en la guerra contra los aliados, el 22 de agosto de 1867 el Coronel de Infantería Paulino Alén fue designado como comandante de la Fortaleza de Humaitá, el más poderoso y temido complejo defensivo paraguayo. Cuando López decidió abandonar las célebres fortificaciones de su sistema de defensa conocido como “El cuadrilátero” en marzo de 1868, decidió dejar para la defensa de Humaitá a 3.000 hombres con 180 piezas de artillería al mando del Coronel Alén, con la misión de que la fortaleza resistiera hasta que terminaran las obras de defensa del río Tebicuary.
Este encargo se produjo en el peor momento de la guerra, ya que pronto la fortificación fue acorralada por el envolvimiento aliado, a través del río por trece acorazados y en tierra por fuerzas enemigas superiores en efectivos, hombres y caballos todos bien alimentados.

## Ofrecimiento de Caxias de rendición
Una vez establecido el sitio, el Duque de Caxias comandante en jefe del ejército aliado, ofrece al Coronel Alén la suma de dos millones quinientos mil francos de oro, y le garantizó el grado y el mando en el ejército vencedor, si aceptaba rendirse.
La respuesta fue la siguiente:

“Siento Mariscal, no poder a mi vez ofrecerle grados y millones; pero si usted consiente entregarme su ejército, yo me comprometo, a nombre del Presidente de la República, a regalarle la corona imperial del Brasil”.
Paulino Alén

El 17 de junio de 1868 con las comunicaciones cortadas con el resto del ejército paraguayo a consecuencia del cerco establecido por los Aliados, se agotaron las reservas de víveres y municiones, y, ante el inevitable aniquilamiento de su guarnición, el coronel Alén propuso a López evacuar de Humaitá «a las mujeres y los niños». El Mariscal le contestó que no podía «autorizar ni negar nada» pues no se hallaba al tanto de los detalles de dichos planes.
Veinte días después, con unas condiciones aún más graves de las que motivaron el pedido anterior, Alén propuso nuevamente al Mariscal la urgente evacuación de Humaitá. En esta ocasión, invocó la necesidad de evacuar a toda la población de la plaza. La misma incluía alrededor de 1.000 mujeres y niños, además de los 2.000 combatientes, la mayoría de estos «enfermos o heridos». Y quedaba sólo algo de charque y una docena de bueyes a ser sacrificados para toda esa gente. En esta comunicación, el coronel Alén también hacía constar el medio del que se valdría para la acción: «Romper el sitio por el norte de la fortaleza» y unirse al resto del ejército en el Tebicuary. López contestó que no, que se cumpliera las instrucciones de ir por el Chaco y acusando de traidores a los que tal plan sugerían¨.
La tajante respuesta de López fue "resistir hasta el último hombre". Alén consideró eso una inmolación absurda de sus hombres, y no se resignaba a sacrificarlos, pero tampoco podía desobedecer la orden recibida.
Paulino Alén era el comandante de la plaza sitiada, o peor, de una guarnición famélica. Su intranquilidad aumentaba en intensidad con las penurias de sus comandados y día a día iban muriendo sus últimas esperanzas de resistencia.
Reunió a sus inmediatos, el coronel Francisco Martínez, y los Capitanes de Fragata Remigio Cabral y Pedro Gill para discutir el problema del hambre, y optar por una de las crueles alternativas: la capitulación o la muerte por inanición. Paulino Alén era hombre de un profundo sentido de la dignidad; lo que otros comandantes podían dejar pasar, él siempre insistía en solucionarlo, nunca buscaba un paliativo. Mientras esperaba la respuesta del Mariscal López a un nuevo pedido de evacuación, estuvo más de 24 horas sin comer, dando ejemplo a sus tres mil quinientos subordinados.

## Intento de suicidio
Al no recibir respuesta del Mariscal sobre la evacuación, y ante la inminente caída de su fortaleza en manos enemigas, luego de reflexionar fríamente, prefirió morir antes que verse obligado a rendirse y condenar a una muerte inútil a sus soldados, además del profundo dolor que le produciría que Humaitá cayera bajo su mando a poder de los aliados.
Tal vez por la rigidez implacable de los usos militares de entonces o por su patriotismo extremo, no halló otra opción ante la capitulación indecorosa que se avizoraba.
Febril, flaco, hambriento, porque se preocupaba de la alimentación de los soldados más que de la suya propia, Alén miró al campanario de la iglesia donde aún ondeaba la bandera de su patria. Palideció intensamente y murmuró entre dientes: "Prefiero morir antes que ver los colores de la alianza en aquella asta"
Si la fortaleza de Humaitá cayera de sus manos, él experimentaría el dolor más grande de su vida. "¡Mil veces prefiero la muerte!" repitió desgarrado. Como no le llegara ningún mensaje del Mariscal acerca del abandono de Humaitá, el Coronel Paulino Alén, se llevó la pistola a la sien. El tiro no fue certero y él queda lo suficientemente lúcido para intentar nuevamente quitarse la vida disparándose en el vientre. A pesar de estas heridas no murió, pero la lesión cerebral afectó irreversiblemente sus facultades mentales y su capacidad locomotriz perdiendo además un ojo. 
Lo más lamentable de este triste episodio fue que unos momentos después, pero ya demasiado tarde, llega la orden de evacuación de la fortaleza de Humaitá.
Dice el General argentino Garmendia que los paraguayos de Humaitá "Hicieron todo lo que prescriben las leyes del honor y el ejemplo de los bravos... Muchos murieron de hambre antes de rendirse y otros se suicidaron"

## Muerte
En estado de inconsciencia, el desafortunado coronel Paulino Alén fue llevado en camilla a San Fernando y luego hasta Ita Ybate, donde se recompuso de su intento de suicidio.
Fue remitido al Cuartel General, arrestado y condenado a muerte en el marco de los "Juicios de San Fernando" junto con otros acusados de la supuesta conspiración para derrocar al Mariscal López.
La muerte le llegaría cinco meses después, con apenas 35 años de edad, en Potrero Mármol el 21 de diciembre de 1868 frente a un pelotón de fusilamiento, con el injusto cargo de «traición a la patria». La acusación del fiscal había incluido en sus alegatos la connivencia de Alén con el enemigo para lograr la rendición de Humaitá. Ante la ausencia de otra instancia en la que asentar su defensa, pero más valiosa que ninguna, dadas las crueles circunstancias que rodearon aquellos «juicios», el coronel paraguayo escribió en su cartera estas palabras: "Nunca he sido traidor a la patria”.
A la fecha sus restos se encuentran en el lugar conocido como Kuruzu Pa`i en Villeta, a la espera de que algún día puedan recibir los honores pertinentes. Lo recuerdan una calle en Luque, otra en Asunción y una escuela en su natal Isla Valle en Areguá.
Acaso fue el menos merecedor de todos cuantos tuvieron el triste privilegio de integrar la caravana terrorífica de juicios de San Fernando.

## Homenajes
En su honor fue nombrada la localidad de Coronel Paulino Alén del Departamento de Alto Paraguay, ubicada en el kilómetro 155 de la ruta PY15 "Bioceánica", a unos 559 km de Asunción.
También la Escuela Básica N°678 "Coronel Paulino Alén" de Isla Valle, Areguá lleva su nombre en su homenaje.

## Cultura Popular
Alén aparece como uno de los protagonistas de la novela paraguaya "Sin laureles sobre sus tumbas" de Tahiana Larissa.